# Оксюморон
Оксю́морон, окси́морон, а также оксюморо́н, оксиморо́н (др.-греч. ὀξύμωρον, от ὀξύς «острый» + μωρός «глупый») — образное сочетание противоречащих друг другу понятий; остроумное сопоставление противоречивых понятий, парадокс; стилистическая фигура или стилистическая ошибка — сочетание слов с противоположным значением (то есть сочетание несочетаемого).
Для оксюморона характерно намеренное использование противоречия для создания стилистического эффекта. С психологической точки зрения оксюморон представляет собой способ разрешения необъяснимой ситуации. В случае ненамеренного использования оксюморон является стилистической ошибкой. Языковой базой для построения оксюморона служит антонимия.
Оксюморон часто используется в названиях прозаических литературных произведений («Живой труп», «Мёртвые души», «Конец Вечности», «Оптимистическая трагедия»), фильмов («С широко закрытыми глазами», «Правдивая ложь», «Плохой хороший человек», «Взрослые дети», «Упасть вверх»), музыкальных групп (Led Zeppelin — «свинцовый дирижабль», Blind Guardian — «слепой страж»), видеоигр (LittleBigPlanet).

## Классификация
Согласно Ю. В. Массальской оксюмороны можно классифицировать с точки зрения грамматики и семантики.
С точки зрения грамматики выделяют:
- однословные оксюмороны (полубогиня);
- разночастные оксюмороны (горячий снег);
- равночастные оксюмороны (эпицентр праздника)

Семантически оксюмороны разделяются на:
- денотативные и коннотативные (честный политик);
- узуальные и окказиональные (сухое вино);
- антономичные и неантономичные (бедный богач, безупречная ошибка);
- естественные и искусственные (страшно красив, гуманная гильотина).

## Примеры
Оксюмороны, обладая краткостью и выразительностью, часто используются как заглавия литературных произведений: «Английская испанка» М. Сервантеса, «Барышня-крестьянка» А. С. Пушкина, «Мёртвые души» Н. В. Гоголя, «Листья травы» У. Уитмена, «Живой труп» Л. Н. Толстого, «Честный вор» Ф. М. Достоевского, «Живые мощи» И. С. Тургенева, «Без вины виноватые» А. Н. Островского, «Оптимистическая трагедия» Вс. Вишневского, «Далёкое близкое» И. Репина, «Богатый нищий» Л. Мартынова, «Свирепый рай» П. Г. Антокольского, «Горячий снег» Ю. Бондарева, «Обыкновенное чудо» Е. Шварца, «Сила бессильных» В. Гавела, «Широко закрытые глаза» А. Шницлера, «Конец вечности» А. Азимова, «Невыносимая лёгкость бытия» М. Кундеры, «Красноречивое молчание» С. Браун, «Ледяной огонь» Г. Каттнера, «Вверх по лестнице, ведущей вниз» Б. Кауфман, «Слепящая тьма» А. Кёстлера, «Бесконечный тупик» Д. Галковского, «Всегда вчерашнее завтра» Ч. Абдуллаева, «Моё взрослое детство» Л. Гурченко, «Счастливый неудачник» В. Шефнера. Оксюморон «маленький гигант» впервые использовал Ф. Искандер в названии одной из глав своего романа «Сандро из Чегема».
Довольно часто оксюморон используют в названиях кинофильмов: «Взрослые дети», «Женатый холостяк», «Завтра была война», «Маленький гигант большого секса», «Обыкновенное чудо», «Плохой хороший человек», «Маленький великан» (англ. Little Giant) режиссёра Уильяма А. Сайтера, Маленькие великаны (англ. Little Giants) Дуэйна Дамена, «Холодный жар» (англ. Cold Heat) Уилли Ломмеля, «Назад в будущее» (англ. Back to the Future) Роберта Земекиса, «Общество мёртвых поэтов» (англ. Dead Poets Society) Питера Уира, «С широко закрытыми глазами» (англ. Eyes Wide Shut) С. Кубрика, «Правдивая ложь» (англ. True Lies) Джеймса Кэмерона.
Оксюморон часто встречается в поэзии:

И день настал. Встаёт с одра

Мазепа, сей страдалец хилый,

Сей труп живой, ещё вчера

Стонавший слабо над могилой.
— А. С. Пушкин. Полтава

Кого позвать мне? С кем мне поделиться

Той грустной радостью, что я остался жив?
— Сергей Есенин. «Русь советская»
Оксюмороном является самый короткий анекдот бывшего СССР: «Еврей-дворник».
Пример визуального аналога оксюморона — картина Ф. Гойи «Пожилая женщина, смотрящаяся в зеркало», или «Las viejas».
- В романе «Маятник Фуко» герои Умберто Эко фантазируют об «университете сравнительных ненужностей» с кафедрой оксюмористики. В качестве предметов изучения этой кафедры автор приводит «урбанистику кочевых племён», «народную олигархию», «новаторские традиции», «диалектику тавтологии» и пр.
- Оксюмороны часто используются в рекламе и не всегда добросовестно. Например, выражение «инвестиции на рынке Форекс» — пример профессионального оксюморона, так как частный валютный рынок по своей природе не может являться объектом инвестиций, только спекуляций (в экономической литературе часто встречается попытка разделить спекуляцию и инвестиции; однако единого мнения нет. Подробнее смотрите в статье «инвестиции»).
- Само слово «оксюморон» (букв. «остроумно-глупое») является оксюмороном. (См. Рекурсивное определение).

Следует различать оксюмороны и стилистические комбинации слов, характеризующих различные качества: так, например, словосочетание «сладкая горечь» является оксюмороном, а «ядовитый мёд», «найденная потеря», «сладостные мучения» — стилистическими комбинациями.